# Zemeros hostius
Zemeros hostius är en fjärilsart som beskrevs av Hans Fruhstorfer 1912. Zemeros hostius ingår i släktet Zemeros och familjen Riodinidae. Inga underarter finns listade i Catalogue of Life.